# Cząstki dziwne

Dekuplet barionów, dolne sześć hiperonów posiada dziwność różną od 0

Cząstki dziwne – cząstki zawierające kwarki lub antykwarki dziwne. 
Dziwność fizyczna danej cząstki (oznaczana symbolem S) stanowi różnicę liczby kwarków i antykwarków dziwnych tworzących daną cząstkę. Kwark dziwny ma dziwność równą -1, odpowiednio antykwark dziwny ma dziwność równą 1.
Wielkość powstała w celu wytłumaczenia nadspodziewanej trwałości niektórych cząstek produkowanych w oddziaływaniach silnych; uznano, że niosą dodatkową liczbę kwantową, zachowywaną w oddziaływaniach silnych, dlatego mogą się rozpadać tylko w oddziaływaniu słabym, które nie zachowuje tej liczby, ale za to trwa dłużej, co zwiększa żywotność cząstki. W oddziaływaniu silnym możliwe jest jedynie wytworzenie pary kwark dziwny – antykwark dziwny, co zachowuje dziwność. Później utożsamiono dziwność z liczbą kwarków, które dlatego nazwano dziwnymi.
Przykłady: dziwność S dla protonu i elektronu jest równa 0, dla hiperonu Λ jest równa −1, dla kwarku s jest równa −1, dla hiperonu Ω wynosi −3. Najlżejsze mezony zawierające kwark dziwny to kaony o masie około 500 MeV/c².
Teoretycznie postuluje się istnienie materii dziwnej, złożonej z dużej liczby swobodnych kwarków u, d i s. Materia taka może znajdować się we wnętrzach gwiazd neutronowych lub nawet tworzyć hipotetycznie gwiazdy kwarkowe.